# 远东传教会
远东传教会（One Mission Society；简称 OMS；原名Oriental Missionary Society 及 OMS International）是一个基督教福音派传教机构，由考门先生、考门夫人、中田重治和欧内斯特·基尔伯恩于1901年创立。

## 成立
远东传教会成立于日本东京的一幢商店大楼内。1901年，美国传教士考门夫妇与日本牧师中田重治合作，连续2000个晚上举行福音聚会。日本圣洁教会迅速发展起来。 1902年，考门先生的前同工、最好的朋友，欧内斯特·基尔伯恩和他的家人, 加入他们。

## 创始人

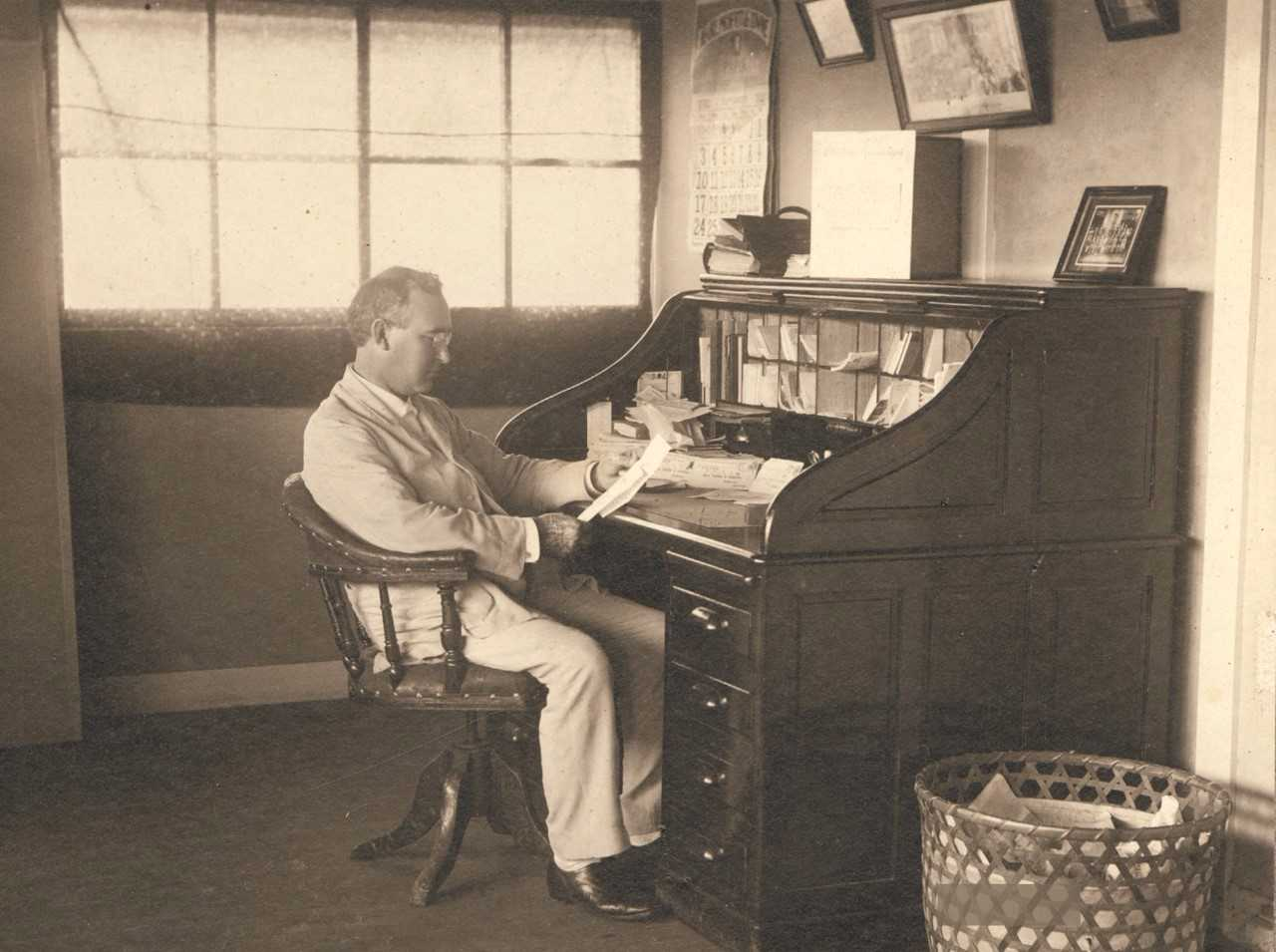
考门先生

### 考门先生
考门先生（Charles E. Cowman）于1868年3月13日出生在美国伊利诺伊州的土伦，在美以美会里长大。15岁时，他离开家，在电报局工作。18岁时调往芝加哥。他21岁时遇见19岁的丽蒂·伯德·考门，于1889年6月8日与她结婚。
他们为逃离城市生活，在科罗拉多州生活了一年。但是考门夫人不适应那里的高海拔，身体多病。之后他们回到芝加哥，在那里度过了十年，在那里考门先生继续从事电报工作。1894年，考门先生开始了他作为传教士的工作，向同事讲道。
考门夫妇在1901年移居日本，与中田重治合作。

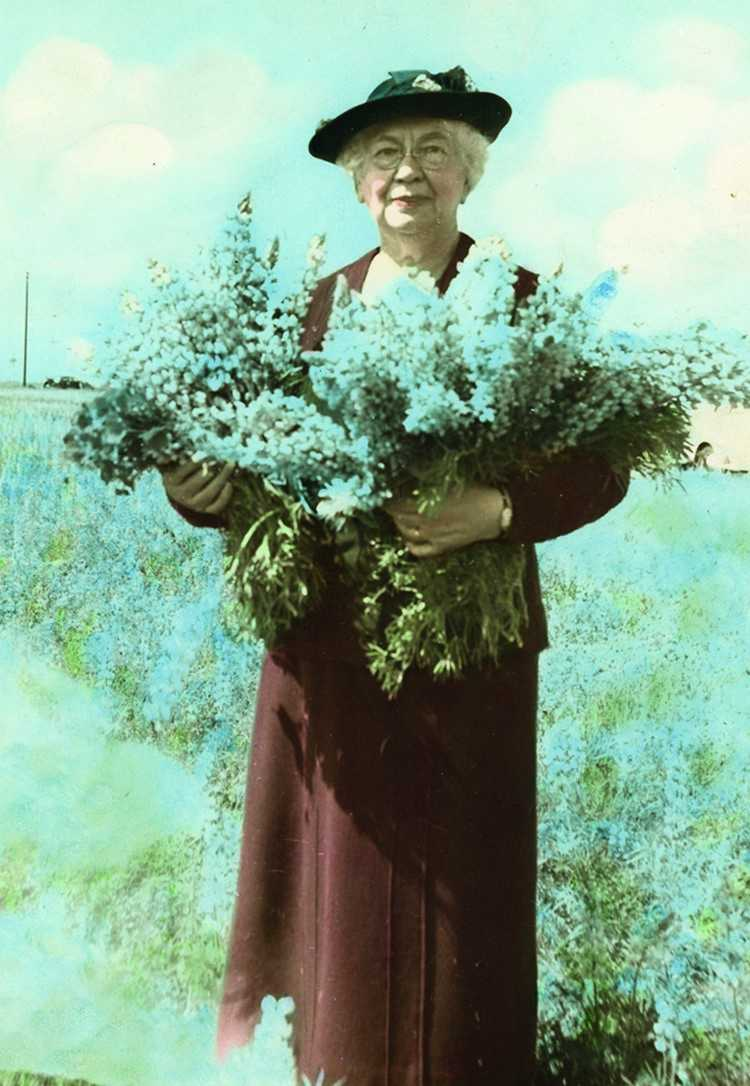
考门夫人

### 考门夫人
考門夫人（丽蒂·伯德·考门，Lettie Cowman）出生于1870年3月3日，当她还是个孩子的时候第一次见到了她未来的丈夫，青少年时期又再度相见。 
考门夫人后来写下了《荒漠甘泉》 讲述了她所经历的艰辛，特别是当考门先生的健康状况迅速恶化时。
她于1960年4月17日去世，享年87岁。  

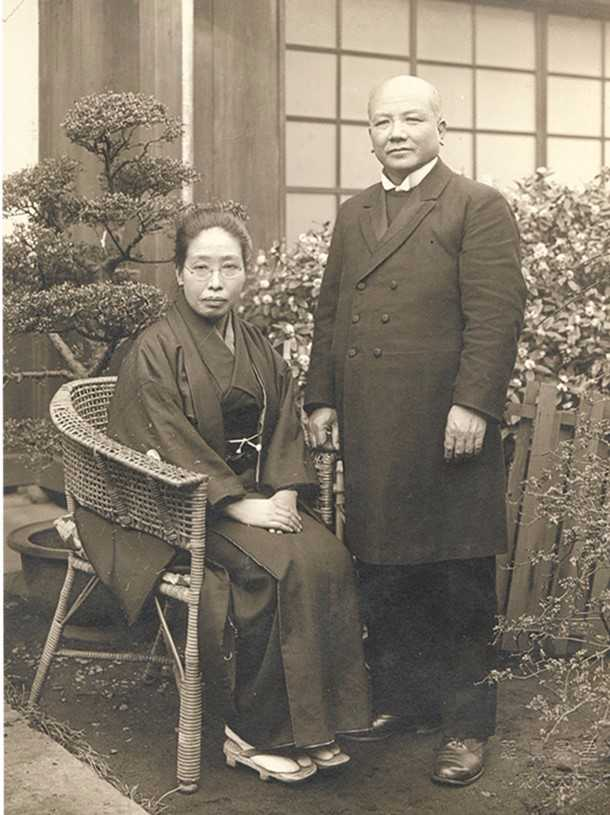
中田重治夫妇

### 中田重治
中田重治出生于1870年10月29日, 曾是一个叛逆的青年。他进入传教工作的决定受到终身导师本多庸一牧师的影响。 中田重治去了美国，进入芝加哥的穆迪圣经学院。他回到日本，已经是一位成熟的福音传道者。考门听到中田重治的事迹，对其提供财政支持。他们二人对于事工有类似的见解，建立了东京圣经学院，由中田重治担任第一任校长。这里白天用于上课，晚上用于福音。
“他有时被指责为霸气，甚至是独裁，这并不奇怪。但绝大多数基督徒，无论是平信徒还是神职人员，都因其威严而加以尊重。”

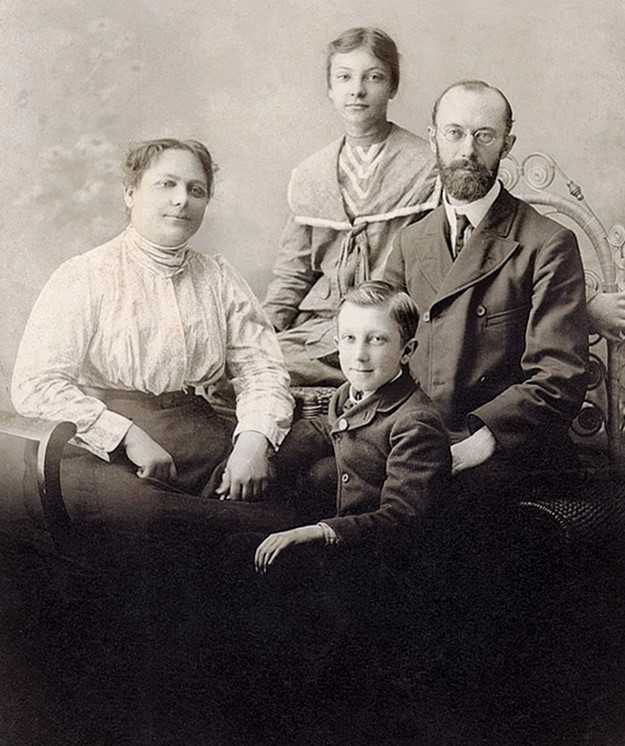
欧内斯特·基尔伯恩一家

中田重治于1939年9月24日去世。 

### 欧内斯特·基尔伯恩
欧内斯特·基尔伯恩于1865年3月13日出生于安大略。基尔伯恩在卫理公会的家庭中长大，但是在他十几岁的时候搬到美国后，为西联工作， 很快就将宗教信仰丢到脑后。他在21岁时调到纽约。此后，他又前往澳大利亚、欧洲和新西兰，在内华达定居很短的时间，在那里他成为电报运营商。他遇到了未来的妻子 Julia Pittinger。结婚后不久，基尔伯恩调到芝加哥，在那里他遇到了考门先生，后者带领他信主。
1902年，他和家人一起去日本，继续开展由考门夫妇和中田重治开始的工作。
当考门去世后，他成为该组织的第二任会长。基尔伯恩于1928年去世。

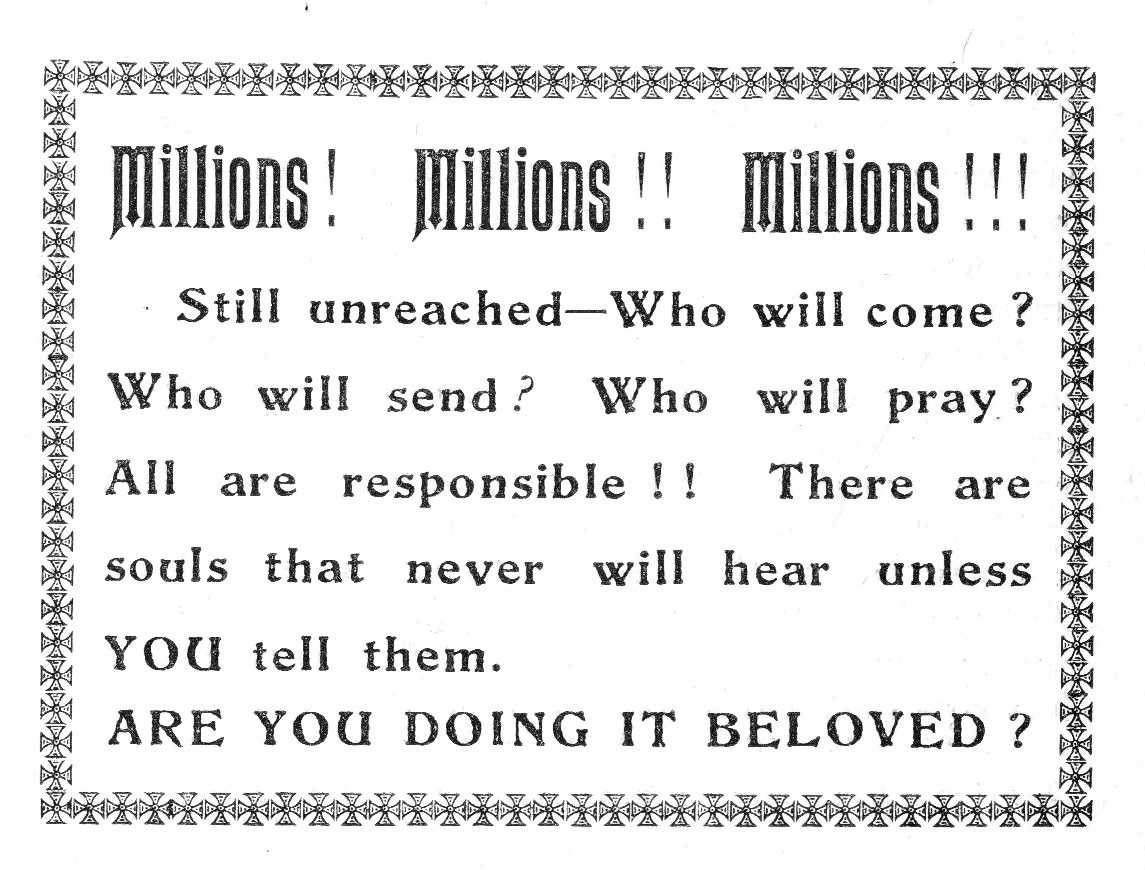
Electric Messages

## Electric Messages
1902年11月，基尔伯恩创办了一份月刊 Electric Messages,详细介绍了他们正在进行的工作，并鼓励其他人为这项事业捐款。多年来，考门夫人一直是这些出版物的活跃作者。

## The Great Village Campaign
远东传教会的创始人于1913年开始了Great Village Campaign 运动，目标是在五年内向日本的每一个人传播福音。该运动于1918年完成时，由于考门先生的健康问题，考门夫妇已经回到美国。
恢复健康后，考门又前往推动运动，但他的健康迫使他停止旅行。他的身体在最后几年时间里非常痛苦。1924年初，他将远东传教会的银行账簿交给基尔伯恩和一位名叫Clark的商人。

## 扩展
在过去的100年里，远东传教会开始在大约77个国家工作，包括日本、台湾、罗马尼亚、西班牙、哥伦比亚、海地、以色列和加拿大。
今天，远东传教会与180多个教派和组织合作。。